# Луций Сей Туберон
Лу́ций Сей Туберо́н (лат. Lucius Seius Tubero; около 25 г. до н. э. — после 24 г. н. э.) — древнеримский государственный деятель начала I века.

## Биография
Рональд Сайм на родословной схеме «Родственники Сеяна» показывает Луция Сея Туберона сыном консула 11 до н. э. Квинта Элия Туберона, однако в тексте книги он соглашается с предположением Б. Левик о том, что Луций Сей Туберон был сыном юриста Квинта Элия Туберона и Юнии и что его усыновил отчим Луций Сей Страбон.
В 16 году Туберон был легатом в армии Германика в Германии. Он командовал конницей в битве при Идиставизо. В 18 году Туберон был назначен консулом-суффектом. В 24 году он был обвинен Вибием Сереном в подготовке государственного переворота и убийства императора Тиберия. Однако обвинение было сочтено неправдоподобным и немедленно снято ввиду большого авторитета Туберона в государстве, а также его близкой дружбы с Тиберием и плохого здоровья.